# Horodnianka (struga)
Horodnianka – struga, będącą prawym dopływem Narwi. Początek swój bierze nieopodal wsi Stanisławowo (koło Białegostoku). Przepływa między innymi przez Choroszcz, gdzie bywa nazywaną Choroszczanką. Nazwę swoją zawdzięcza od wsi Horodniany, przez którą przepływa. Horodnianka wpada do Narwi w okolicach mostu koło wsi Żółtki.
Długość strugi wynosi 24,8 km, a powierzchnia zlewni 76 km².
W XVI-XVIII ta rzeczka nazywała się Zeremlanka, Zemerianka, w XVII – Choroszcza
Po podłączeniu do rzeki kanalizacji burzowej zachodniej części Białegostoku poziom wód w rzeczce gwałtownie przybiera po większych deszczach i przestał mieć charakter naturalnego cyklu, czyli największego poziomu wód po wiosennych roztopach.
Podłączenie kanalizacji burzowej wpłynęło na zmniejszenie czystości wód rzeki.
Wody Horodnianki zanieczyszcza Szpital Psychiatryczny, który w trzech miejscach odprowadza ścieki do rzeczki.